# Giovanni Manfredi
Giovanni Manfredi (* 1324 in Imola; † 1373 in Pistoia) war ein italienischer Condottiere und vierter Herr von Faenza.

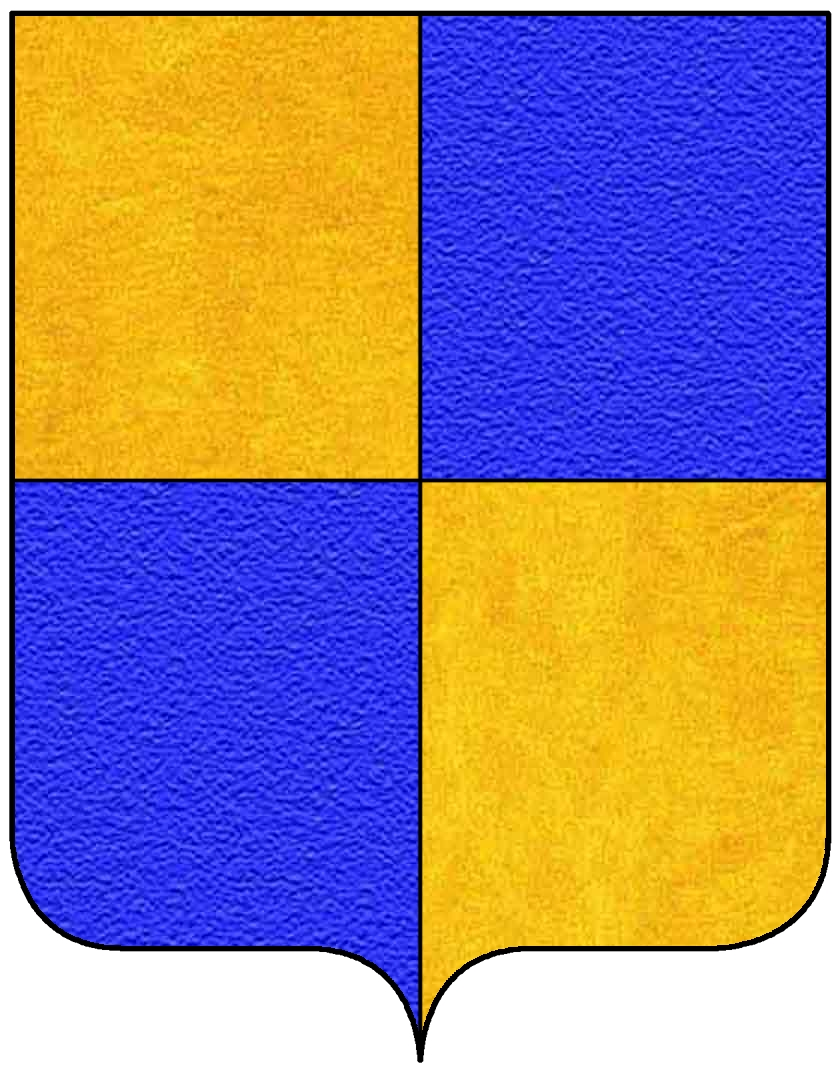
Wappen der Manfredi

## Leben
Er war der uneheliche Sohn von Ricciardo Manfredi, dem dritten Herrn von Faenza, und Zeffirina Nordigli aus Imola.
Nachdem er 1340 von seinem Vater zum Ritter und im selben Jahr von Ludwig der Bayer zum Reichsvikar ernannt worden war, wurde er im Dezember 1341 zum Capitano del Popolo von Faenza ernannt. Im Jahr 1343 wurde er Herr von Faenza. Er war auch Herr über andere kleine Ländereien in der Romagna wie Bagnacavallo oder Bagnara. Nachdem er 1351 Bernabò Visconti in dessen Krieg gegen Bologna und den Kirchenstaat unterstützte, wurde er 1352 exkommuniziert und 1354 zum Ketzer erklärt. Im Jahr 1356 begann Kardinal Egidio Albornoz einen militärischen Feldzug gegen ihn und seinen Verbündeten Francesco II. Ordelaffi. Besiegt musste er Faenza dem Kirchenstaat überlassen und seine beiden Söhne, Francesco und Astorre als Geiseln den Carraresi von Padua anvertrauen. 1357 schwor er dem Papst Loyalität und Treue. Im Jahr 1361 rebellierte er erneut gegen den Kirchenstaat und gründete erfolglos eine Verschwörung zur Rückeroberung von Faenza. Die letzten Jahre seines Lebens waren die eines Condottiere, der von einem Bündnis zum anderen wechselte und hauptsächlich in der Romagna und der Toskana kämpfte. Seine Versuche Fanza zurückzuerobern blieben erfolglos.
Er starb in Pistoia, wohin er sich geflüchtet hatte, nachdem er 1373 alle seine Ländereien verloren hatte.

## Nachkommen
Giovanni heiratete Ginevra Mongardino, mit der er vier Kinder hatte:
- Astorgio (1345–1405), 5. Herr Faenza
- Isabella, verheiratet mit Luigi Da Barbiano
- Zefferina, verheiratet mit  Feltrino Boiardo
- Francesco (?–1393), Söldner.